# Часовня Алексия, митрополита Московского (Самара)
Часовня Алексия, митрополита Московского ― часовня Самарской епархии Московского патриархата. Изначально построенная в 1888―1890 гг. по проекту архитектора А. А. Щербачёва, в 1930-х годах была уничтожена. Восстановлена в 1998 году по проекту А. С. Мелентьева. Находится на набережной Волги около 4 причала Самарского речного вокзала.

## История
Святитель Алексий, митрополит Московский считается покровителем Самары. Он был наставником и другом преподобного Сергия Радонежского, воспитателем Дмитрия Донского, некоторое время был фактическим правителем Московского княжества. Основал Троице-Сергиеву. Авторитет Сергия Радонежского среди русских князей был велик, и он нередко примирял возникавшие междоусобицы. В 1380 году Сергий Радонежский благословил князя Дмитрия Донского на битву с Мамаем на Куликовом поле. По преданию в середине XIV века, возвращаясь из Золотой Орды, куда был приглашен лечить страдавшую болезнью глаз жену хана Тайдуллу (митрополит был известным народным врачевателем). Святой Алексий останавливался приблизительно на месте будущего города, в устье реки Самары, в скиту благочестивого отшельника и там он сделал своё пророчество: «Здесь будет град великий, в котором просияет благочестие, и никогда оный град разорению не будет подвержен...»
По преданию, ещё задолго до основания Самары, в память благословения города Святителем Алексием, была построена маленькая часовня. Со временем она разрушилась и позднее была возведена уже на другом месте волжского берега (на земле, принадлежащей самарскому мещанину Алексею Чернякину), где была установлена неугасимая лампада. Однако и эта постройка затем отжила свой век. Позднее, заботами священника Успенской церкви, Степана Макаровича Бельского, на берегу реки была построена двухэтажная каменная часовня Святителя Алексия, митрополита Московского в Самаре, которая ежегодно подвергалась разливам Волги. Она не отличалась ни внутренним, ни наружным убранством, поэтому в 1872 году Самарская городская дума постановила перестроить обитель в более приличном виде, на незатопляемом участке Волжского берега.
Однако это постановление был воплощено в жизнь только через 16 лет: в 1888 году наконец было решено приступить к перестройке. Проект был разработан архитектором А. А. Щербачёвым. Закладка фундамента торжественно была совершена в день 900-летней годовщины крещения Руси (15 июля 1888 года), а в 1890 году часовня была освящена. Здание было выполнено в русском стиле, характерном для московской архитектуры XVII века, из красного кирпича с белокаменными украшениями и небольшой главкой на восьмигранном шатре. В северной, южной и восточной сторонах часовни были сооружены массивные дубовые двери с зеркальными стёклами. Пол покрывали заграничные прессованные плитки из особой глины. В 1930-х годах часовня была разрушена.
По инициативе православного братства в честь святителя Алексия, которое было возрождено в 1993 году, часовня Святителя Алексия, митрополита Московского, в Самаре была построена заново в 1998 году по проекту самарского архитектора А. С. Мелентьева в соответствии с авторским замыслом Александра Щербачёва: за основу для работы были взяты сохранившиеся документы и фотографии. В Москве для нее была заказана икона святителя Алексия. А в июне 1998 года состоялось ее торжественное освящение.
Рядом с часовней установлены два памятника, высотой около трёх метров, выполненные из местного жигулевского известняка самарским скульптором Иваном Мельниковым ― митрополиту Московскому и всея Руси Алексию и его другу и соратнику преподобному Сергию Радонежскому. Святой Алексий представлен в облачении митрополита с благословляющим жестом со свитком в руке, на котором запечатлено пророчество об основании Самары.

## Галерея

Старая часовня
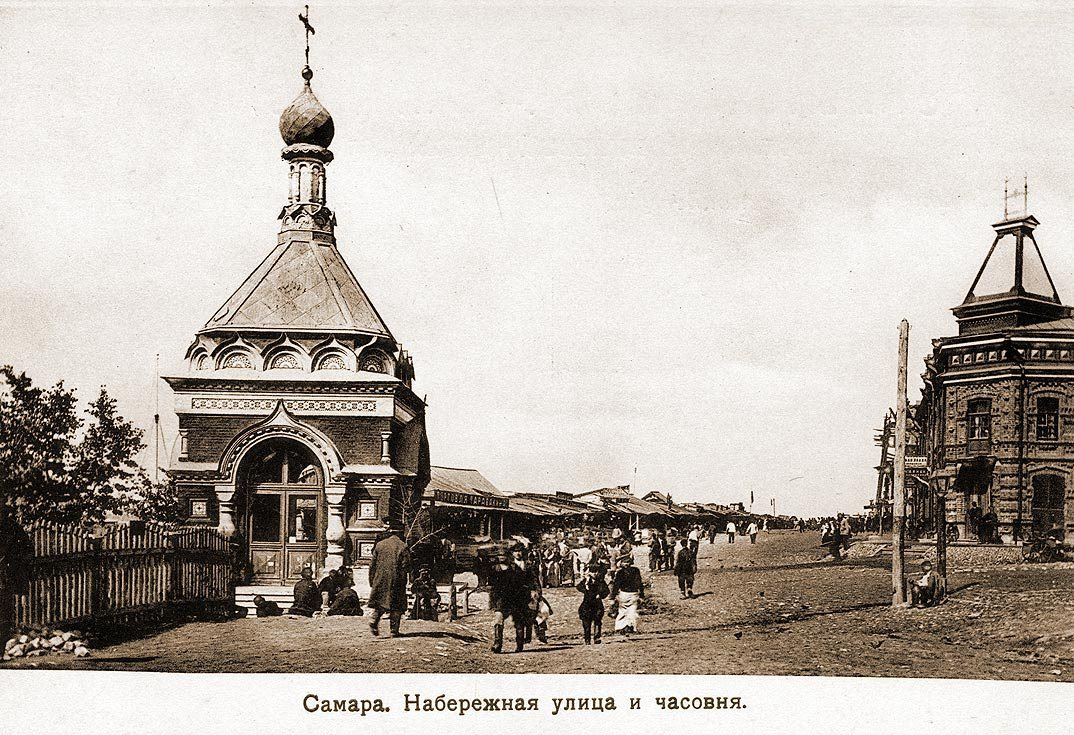
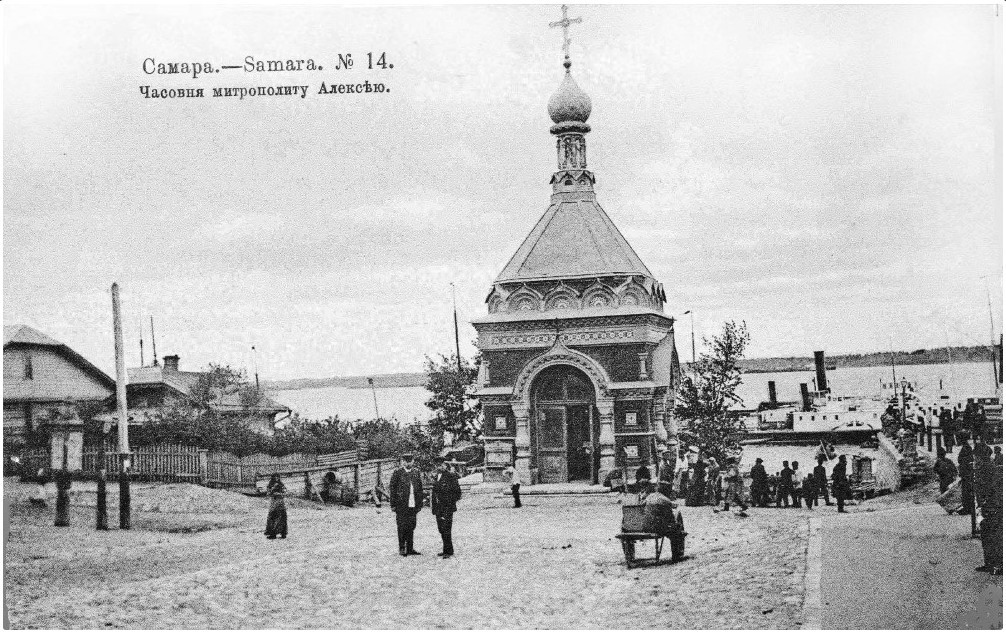
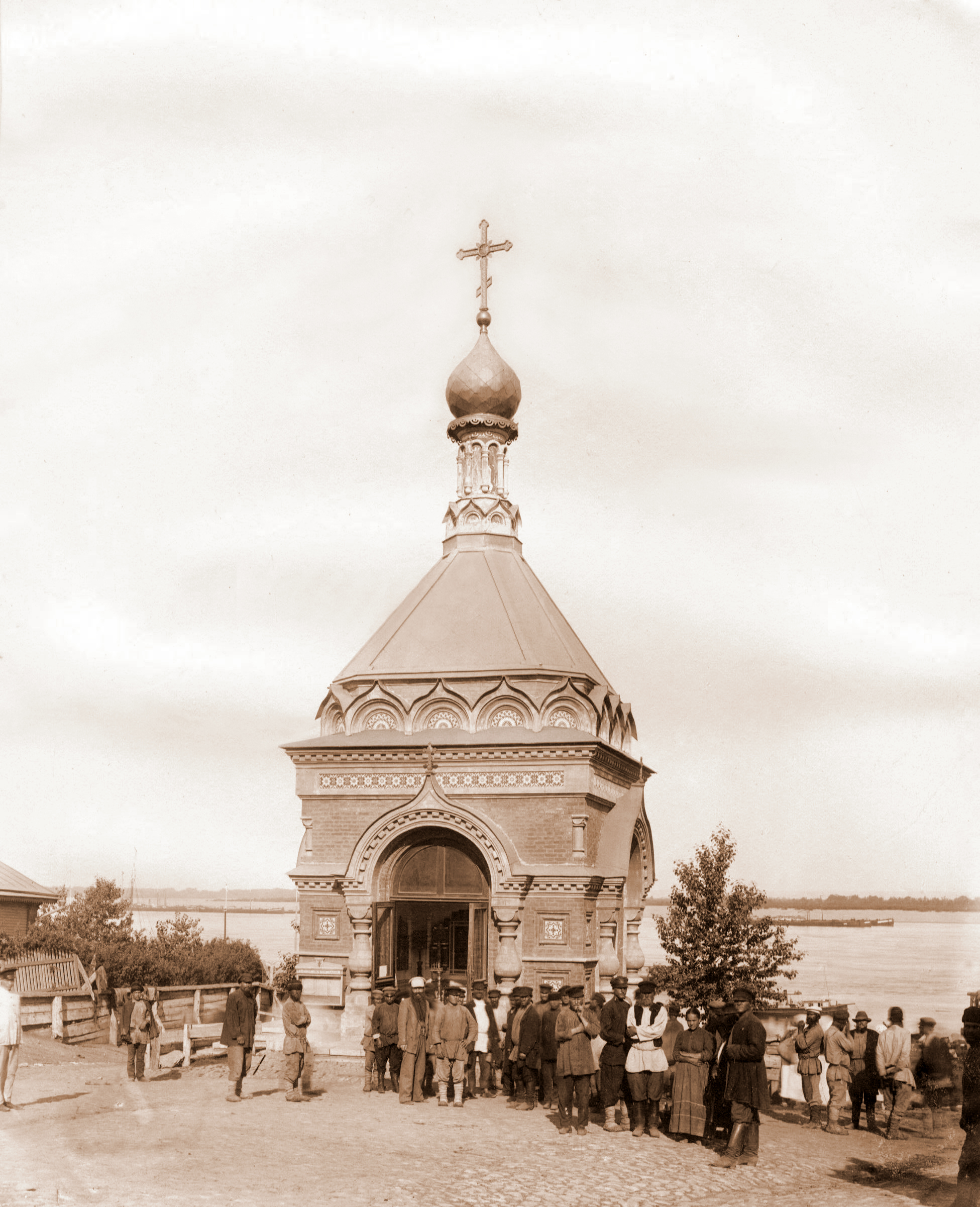